# Chico y Rita
Chico y Rita är en spansk tecknad film i regi av Fernando Trueba och Javier Mariscal.
Berättelsen utspelas i Havanna och New York, Las Vegas, Hollywood och Paris under 1940-talet och början av 1950-talet. En begåvad låtskrivare och en vacker sångerska jagar sina drömmar och varandra från Havanna till New York och Las Vegas. Chico är en ung pianist med stora ambitioner. Rita är en vacker sångerska med en fin röst. 
Filmen producerades av Fernando Truebas produktionsbolag, Estudio Mariscal och Magic Light Pictures. Den nominerades för en Oscar för bästa tecknade film 2012.
Musiker som tecknas i filmen inkluderar  Chucho Valdés, Dizzy Gillespie, Charlie Parker, Chano Pozo, Tito Puente, Ben Webster och Thelonious Monk.